# 9 (зупинний пункт)
№ 9 — пасажирський зупинний залізничний пункт Лиманської дирекції Донецької залізниці.
Розташований у с. Прогрес, Синельниківського району, Донецької області на лінії Ясинувата-Пасажирська — Покровськ між станціями Желанна (8 км) та Очеретине (8 км).
На платформі зупиняються приміські електропоїзди.